# Cruising
Cruising è un film del 1980 diretto da William Friedkin, con Al Pacino e Paul Sorvino.

## Trama
A New York iniziano a essere rinvenute, nelle acque del fiume Hudson, parti del corpo di uomini. La polizia ritiene sia l'opera di un serial killer che abborda omosessuali nei bar cittadini per poi stuprarli e mutilarne i corpi, così l'agente di polizia Steve Burns viene mandato come infiltrato nel mondo dei club per omosessuali per rintracciare l'assassino. Il suo lavoro da infiltrato lo porta a riflettere sulla relazione con la sua ragazza Nancy e ad interrogarsi circa il suo orientamento sessuale. Burns commette uno sbaglio e porta la polizia ad indagare sul conto del cameriere di un ristorante, Skip Lee, il quale viene intimidito e picchiato per estorcergli una confessione prima che la polizia scopra che le sue impronte digitali non corrispondono a quelle dell'assassino.
Dopo aver assistito a questo episodio di brutale violenza, Burns capisce che i poliziotti non stanno conducendo le indagini al fine di scovare l'assassino, ma spinti unicamente dall'odio per gli omosessuali. Vorrebbe abbandonare le indagini, ma viene convinto dal suo capo a riprenderle in mano. Steve riesce alla fine a rintracciare il vero serial killer, Stuart Richards, uno studente di musica, omosessuale, e lo arresta. Dopo quest'indagine Burns diventa ispettore e gli viene concesso un permesso, durante il quale, presumibilmente, commette l'omicidio del suo vicino di casa omosessuale, Ted Bailey.

## Produzione
Philip D'Antoni, che aveva prodotto il film di Friedkin del 1971 Il braccio violento della legge, approcciò Friedkin con la proposta di dirigere un film basato sul romanzo del 1970 Cruising, opera del giornalista del New York Times Gerald Walker, su un serial killer che prende di mira la comunità gay di New York. Friedkin non era particolarmente interessato al progetto. D'Antoni cercò allora di contattare Steven Spielberg, ma i due non riuscirono a trovare uno studio interessato. Qualche anno dopo, Jerry Weintraub portò nuovamente l'idea a Friedkin, che però si disse ancora non interessato. Friedkin cambiò idea a seguito di una serie di omicidi insoluti avvenuti nell'ambiente dei leather bar S&M newyorchesi nei primi anni settanta e degli articoli scritti sulla vicenda dal giornalista del Village Voice Arthur Bell. Inoltre Friedkin conosceva un agente di polizia di nome Randy Jurgensen che era stato sotto copertura nello stesso ambiente per indagare sugli omicidi, e Paul Bateson, un tecnico radiologo che aveva recitato come comparsa nel suo film L'esorcista del 1973, il quale, incarcerato per un altro assassinio, venne implicato (ma mai incriminato) in sei degli omicidi avvenuti nella comunità gay. Tutti questi fattori contribuirono a convincere Friedkin a dirigere Cruising. Jurgensen e Bateson svolsero il ruolo di consulenti per il film, come anche Sonny Grosso, già consulente di Friedkin per Il braccio violento della legge. Jurgensen e Grosso appaiono in piccoli ruoli nel film.
Mentre si documentava per il film, Friedkin parlò con membri della mafia italo-americana, che all'epoca possedeva molti dei bar gay della città. Inizialmente, per la parte del protagonista, il regista William Friedkin avrebbe voluto Richard Gere, ma la produzione gli impose l'allora star Al Pacino, che alla fine, per contrasti con il regista e deluso dal risultato del film, si rifiutò di fare qualsiasi attività promozionale e, negli anni, non parlò mai del film. Friedkin rivelò di essere rimasto deluso dalla mancanza di professionalità di Pacino durante le riprese, dicendo che era spesso in ritardo e che non aveva aggiunto alcuna idea al personaggio o al film.
Uno dei principali locali gay di New York, il "Mineshaft" non diede l'autorizzazione per le riprese. Di conseguenza si optò per l'"Hellfire Club", che fu arredato per sembrare simile al Mineshaft. Frequentatori abituali del Mineshaft apparvero come comparse nel film. Le scene furono girate in strade e location vicine al vero Mineshaft.
Il Motion Picture Association of America (MPAA) assegnò originariamente a Cruising una classificazione "X". Friedkin dichiarò di aver dovuto sottoporre il film alla commissione "50 volte" con un costo di $50,000 e 40 minuti di tagli al girato originale prima di poter ottenere una classificazione "R". Le scene eliminate, secondo Friedkin, consistevano interamente di materiale girato all'interno di leather bar S&M dove venivamo mostrati "espliciti atti omosessuali mentre Pacino assisteva al tutto".
Friedkin chiese allo scrittore gay John Rechy di assistere a una proiezione privata di Cruising prima dell'uscita del film. Rechy aveva scritto un articolo difendendo il diritto di Friedkin di fare il film, senza però approvarne i contenuti. Dietro suggerimento di Rechy, Friedkin eliminò la scena all'inizio che mostrava lo slogan "We Are Everywhere" su un muro e aggiunse un disclaimer:
«Questo film non vuole essere un atto d'accusa contro il mondo omosessuale. È ambientato in un piccolo segmento di quel mondo, che non vuole essere rappresentativo del tutto.»
In seguito Friedkin dichiarò che erano state la MPAA e la United Artists a richiedere il disclaimer. Friedkin affermò anche che nessuno coinvolto nella realizzazione del film pensava che esso sarebbe stato considerato rappresentativo dell'intera comunità gay, ma lo storico del cinema gay Vito Russo lo contesta, citando il disclaimer come "un'ammissione di colpa. Quale regista farebbe tale affermazione se credesse davvero che il suo film non sarebbe stato considerato rappresentativo dell'insieme?".

### Proteste
Nel corso dell'estate 1979, alcuni membri della comunità gay di New York protestarono contro la produzione del film. Le proteste cominciarono su esortazione del giornalista Arthur Bell, la cui serie di articoli sugli omicidi insoluti nella comunità gay aveva ispirato il film. Gli attivisti gay furono invitati a interrompere le riprese e le aziende di proprietà di gay a vietare ai registi di accedere ai loro locali. Le persone tentarono di interferire con le riprese puntando specchi dai tetti degli edifici per rovinare l'illuminazione delle scene, fischiando e suonando trombe e musica ad alto volume vicino ai luoghi delle riprese. Mille manifestanti marciarono attraverso l'East Village chiedendo alla città di ritirare il sostegno al film. Come risultato delle interferenze, il film dovette essere ampiamente ridoppiato in post produzione per rimuovere il rumore provocato dai manifestanti.
Al Pacino disse che comprendeva le proteste ma insistette nel dichiarare che leggendo la sceneggiatura, in nessun punto lo aveva inteso come un film contro gli omosessuali. Egli disse che i leather bar S&M erano "solo un frammento della comunità gay, allo stesso modo nel quale la mafia è un frammento della comunità italo-americana", riferendosi a Il padrino, e che in nessun modo "avrebbe voluto fare qualcosa che danneggiasse la comunità gay".

## Distribuzione

### Versioni differenti
Esistono tre versioni del lungometraggio. La versione cinematografica presentava, ad inizio film, un avviso nel quale veniva dichiarato che l'opera non voleva porsi come rappresentativa dello stile di vita della comunità gay. Si noti come Friedkin abbia dichiarato che dalla realizzazione cinematografica furono tagliati oltre 40 minuti, andati perduti. La versione per l'home video in VHS è identica a quella uscita nei cinema, ma non presenta l'avviso iniziale. Una versione estesa per l'home video in DVD realizzata dalla Warner nel 2007, infine, presenta il film restaurato, con scene mai viste in VHS ed effetti visivi aggiunti da Friedkin stesso. Uniche omissioni rispetto alla versione cinematografica ed a quella in VHS sono l'assenza dell'avviso e dell'inquadratura mostrante il graffito "We're everywhere" ("Siamo ovunque").

## Accoglienza

### Critiche negative
Le critiche bersagliarono il film sia sotto il punto di vista puramente qualitativo e tecnico che sotto quello del messaggio politico. In entrambi i casi, le recensioni furono altamente negative e gli attivisti omosessuali protestarono pubblicamente contro il film, cercando di boicottarlo. I commenti del critico cinematografico Jack Sommersby furono comuni alle osservazioni rivolte agli aspetti non politici, quali lo sviluppo dei personaggi e gli adattamenti fatti nella trasposizione cinematografica del romanzo.
La seconda grossa critica giunse dagli attivisti gay, i quali ritenevano che il film contenesse un messaggio politico omofobo, che avrebbe portato a un aumento dei crimini d'odio nei confronti degli omosessuali. Il critico cinematografico gay Vito Russo scrisse nel suo libro The Celluloid Closet che "I gay che protestarono contro la realizzazione del film sostenevano che esso [il film] avrebbe mostrato che quando Pacino riconosceva la sua attrazione verso il mondo omosessuale, sarebbe diventato psicotico e avrebbe iniziato a uccidere".
TV Guide mosse critiche a Cruising lamentando che i gay dovessero essere ritratti con toni più simpatici e positivi.
Nella versione su DVD del documentario The Celluloid Closet (Lo schermo velato), di Rob Epstein, uno dei brani del film mostra che pochi secondi di sesso anale gay pornografico vennero inseriti in una scena dove il serial killer accoltellava una vittima. Gli attivisti gay sentivano che il film ritraeva gli omosessuali come predatori sessuali moralmente simili ai vampiri e che mischiare la pornografia gay in una scena di omicidio, oltre al particolare punto di vista del film sui bar gay, suggeriva l'intento da parte del regista di creare una connessione politica bigotta tra il sesso gay e la violenza.

### Critiche positive
Le recensioni negative al film influirono sui risultati al botteghino, ma, a partire dagli anni novanta, Cruising ha generato alcune critiche positive. Oggi il film è una sorta di classico di culto tra i fan dell'horror e anche tra il pubblico gay. Raymond Murray scrive che il film è uno spaccato dell'epoca di decadenza della cultura gay, che si colloca dopo i moti di Stonewall e prima dell'avvento dell'AIDS, che era comune in molti centri urbani negli anni settanta e primi anni ottanta. Il film ha inoltre trovato apprezzamento da parte di blogger indipendenti proprio per il ritratto anticonformista della comunità gay, che oggi vuole il personaggio omosessuale sempre apprezzabile o, in qualche modo, positivo agli occhi del pubblico.

## Riconoscimenti
- 1980 – Razzie Awards
  - Candidatura al peggior film
  - Candidatura al peggior regista
  - Candidatura alla peggior sceneggiatura

## Colonna sonora
La colonna sonora di Cruising vede la presenza di un brano del gruppo punk di Los Angeles, The Germs. La band registrò 6 brani per il film, ma soltanto uno di questi, Lion's Share, apparve poi nella colonna sonora definitiva.

## Curiosità
- L'attore Joe Spinell aveva già lavorato con Friedkin nel precedente Il salario della paura.
- Nel documentario Lo schermo velato (The Celluloid Closet) del 1995, Ron Nyswaner, sceneggiatore del film Philadelphia, dichiarò di essere stato aggredito insieme al suo compagno da un gruppo di uomini a causa di Cruising.[19]
- Secondo un libro del 2013 dello studioso di cinema R. Hart Kylo-Patrick,[20] "due mesi dopo l'uscita del film, uno dei bar mostrati nel film fu oggetto di attacco da parte di un uomo armato di una mitraglietta, che uccise due uomini e ferì altre dodici persone". Friedkin si rifiutò di commentare l'episodio. Un articolo di giornale apparso nel 2016 sul The New York Times identificò l'autore della strage in tale Ronald K. Crumpley, un ex ufficiale di polizia di New York.[21] Egli sparò prima a due uomini all'esterno di un negozio di alimentari per poi spostarsi due isolati più in là e sparare su una folla di uomini che sostava di fronte al "The Ramrod", un locale gay. In totale, egli sparò a otto individui, due dei quali morirono. Dopo l'arresto, Crumpley disse alla polizia: «Li ucciderò tutti - i froci - rovinano tutto». Fu dichiarato "incapace di intendere e volere" e passò il resto della vita in un istituto psichiatrico, dove morì nel 2015 all'età di 73 anni. L'articolo del New York Times del 2016 non menziona Cruising o Friedkin, e non è quindi confermato se il film abbia svolto o meno qualche ruolo nelle motivazioni dell'assassino.